# Serica falcata
Serica falcata är en skalbaggsart som beskrevs av Dawson 1933. Serica falcata ingår i släktet Serica och familjen Melolonthidae. Inga underarter finns listade i Catalogue of Life.